# عبد الجليل حميدة
 عبد الجليل حميدة (من مواليد محافظه الإسكندرية) الحارس الأهلاوي الأشهر بعد مصطفى كامل منصور.. يعتبره الكثيرون أحد أفضل حراس مرمى الأهلي عبر تاريخه الطويل.. يعد واحداً من الجيل الذي حقق مع الأهلي أول لقب للدوري المصري موسم 1948/1949.

## مشواره الكروى
بدأ مشواره مع الكرة مع ناشئي نادي الاتحاد السكندري، ثم انضم عبد الجليل لفريق الترسانة، ثم انضم للنادى الاهلي عام1947

### بعض الالقاب
لقب «الحارس المطاطي» للياقته البدنية ومرونته العالية،
وبلقب آخر هو «القبضة الفولاذية» لقوة تصدياته للكرة.
```
فيما كانت جماهير الأهلي تحب أن تناديه باسم «جيلا».
```

#### عدد البطولات
مسيرة حافلة مع الأهلي ومنتخب مصر، شهدت تتويجه مع الأهلي بـ18 بطولة بواقع 11 لقباً للدوري العام و7 ألقاب لكأس مصر.